# Honda Tadakatsu
Honda Tadakatsu (本多忠勝) (17 de março de 1548 - 3 de dezembro de 1610), também chamado de Honda Heihachirō (本多 平八郎) , foi um general japonês (e mais tarde um daimyo) do período Sengoku e início do período Edo, que serviu a Ieyasu Tokugawa.

## Biografia
Nativo de Mikawa, no Japão, ele viveu durante os períodos Azuchi-Momoyama e Edo. Ieyasu promoveu-o de daimyo do Otaki Han à Kuwana Han como uma recompensa pelo seu serviço. Além disso, seu filho Tadatomo Honda se tornou daimyo de Otaki. Em 1609, ele se aposentou e seu outro filho Tadamasa assumiu Kuwana. Seu neto, Tadatoki, casou com a neta de Ieyasu Tokugawa, Senhime.
Apesar dos seus anos de serviço leal, Tadakatsu se tornou cada vez mais afastado do shogunato Tokugawa (bakufu), uma vez que evoluiu de um militar para um civil político. Esta foi uma fatalidade, partilhada por muitos outros guerreiros da época, que não eram capazes de fazer a conversão da vida caótica da guerra do período Sengoku mais estável para a paz do shogunato Tokugawa.
Tadakatsu Honda é muitas vezes chamado de "O guerreiro que superou a própria morte", porque ele nunca foi ferido ou golpeado. Em mais de 55 batalhas, ele não recebeu sequer uma ferida. O grande guerreiro de Mikawa, o usuário da Tonbo-Giri, o samurai que usava a "Grande Armadura de Platina", ele era um guerreiro formidável de grande renome e ganhou palavras de louvor de muitos dos lordes e de seu próprio mestre Ieyasu.
Nobunaga Oda, que era notoriamente pouco disposto a elogiar seus seguidores, chamou-o "Samurai entre Samurais". Além disso, Hideyoshi Toyotomi observou que os melhores samurais eram "Tadakatsu Honda no leste e no oeste Muneshige Tachibana". Mesmo Shingen Takeda elogiou Honda, dizendo que "... é um luxo de Ieyasu Tokugawa."

## Carreira Militar
Tadakatsu Honda é geralmente mencionado como um dos melhores generais de Ieyasu Tokugawa e ele lutou quase em todas as grandes batalhas ao lado do seu mestre.
Ele ganhou distinção na Batalha de Anegawa (1570), ajudando Tokugawa na derrota dos exércitos dos clãs Azai e Asakura, juntamente com o aliado Nobunaga Oda.
Tadakatsu também servia a Tokugawa em sua maior derrota, a Batalha de Mikatagahara (1572), onde ele comandou a ala esquerda do exército de seu mestre, lutando contra um dos mais notáveis generais do clã Takeda, Masatoyo Naito. Embora esta batalha tenha terminado em derrota, Tadakatsu Honda foi um dos generais de Tokugawa presentes na vingança sobre o clã Takeda na Batalha de Nagashino (1575).
Honda comandou um esquadrão de mosqueteiros combinado das forças de  Oda e Tokugawa extirpando o exército de Katsuyori Takeda. A vitória foi obtida em parte graças à utilização de mosqueteiros habilidosos, que disparavam em ciclos. Enquanto um grupo disparava, outro fazia a recarga e limpeza do cano do mosquete. Isto permitiu aos mosqueteiros que atirassem sem parar, destruindo o exército de Takeda. Este foi o primeiro exemplo desta tática altamente eficaz que o mundo tinha visto.
Tadakatsu Honda esteve presente na Batalha de Sekigahara (1600), quando Ieyasu Tokugawa derrotou as forças da aliança ocidental do daimyo Mitsunari Ishida, permitindo que Tokugawa pudesse assumir o controle do país, levando a era Sengoku para o seu fim.
Tadakatsu parece ter sido uma figura colorida, em torno de quem algumas lendas surgiram – muitas vezes é dito que de todas as batalhas em que atuou, ele nunca recebeu uma ferida. Seu capacete, famosamente adornados com galhadas de cervo, assegurou que ele era sempre uma figura reconhecida no campo de batalha. Seu cavalo era conhecido como Mikuniguro. Sua habilidade com sua arma de escolha, a lança chamada Tonbo-Giri ou Dragonfly Cutter (o nome que vem de uma lenda que a ponta da lança era tão afiada que uma libélula que pousou sobre ela foi partida em dois) foi tão formidável que ele tornou-se conhecido como um dos "Três Grandes Lanceiros do Japão".